# Jordi Riba i Colom
Jordi Riba i Colom (Igualada, 1975) és un polític català, diputat al Parlament de Catalunya en representació del Partit del Socialistes de Catalunya.
El 1997 es va llicenciar en Història Moderna i Contemporània per la Universitat Autònoma de Barcelona, i dos anys després en ciències polítiques a la mateixa universitat. Va complementar els seus estudis amb un postgrau en Estudis Superiors Especialitzats en Història a la UAB i un postgrau en Funció Gerencial de l’Administració Pública a ESADE el 2003.
Al sector privat ha treballat com a consultor per organitzacions públiques i del tercer sector i a la indústria alimentària.
Militant del PSC des de 1996, el 1999 es va presentar a les eleccions municipals amb el PSC, esdevenint regidor del municipi. En les posteriors eleccions fou assumint diversos càrrecs a l'ajuntament, fins que el 2015 fou candidat a l'alcaldia del partit.
El 2021 es va presentar a les eleccions al Parlament de Catalunya, sent escollit diputat en la XIIIa Legislatura.
Fou nomenat Secretari d'Economia i Hisenda dins del Govern Alternatiu de Salvador Illa, presentat el 2021.